# György Apponyi

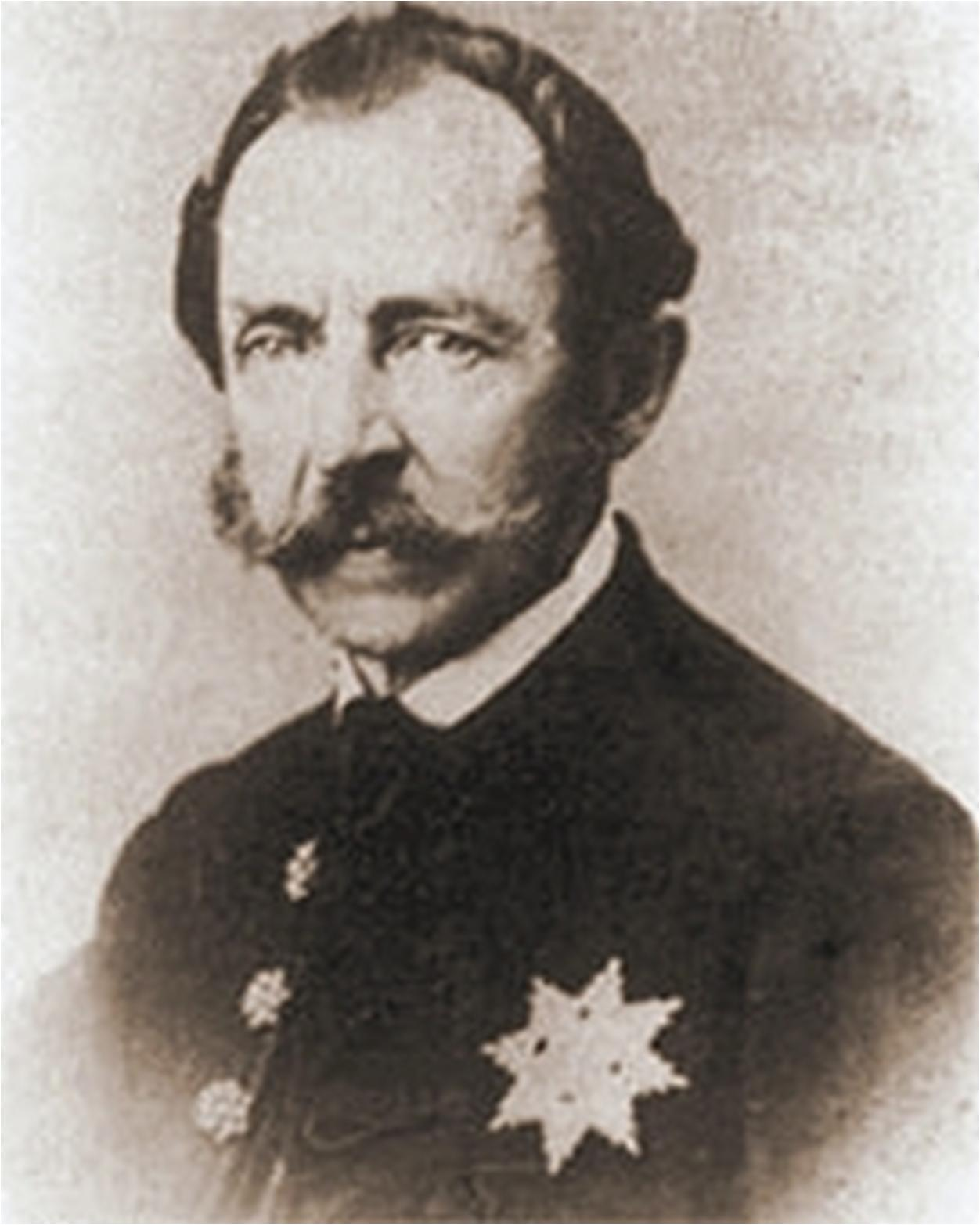
Graaf György Apponyi

Graaf György Apponyi de Nagyappony (Pozsony, 29 december 1808 – Éberhárd, 28 februari 1899) was een conservatief Hongaars politicus, die de functie van Hongaars kanselier uitoefende van 1846 tot 1848. Sinds het jaar 1858 was hij lid van de Hongaarse Academie van Wetenschappen. In 1861 riep keizer Frans Jozef het Magnatenhuis weer bijeen en werd Apponyi door de keizer tot voorzitter van dit hogerhuis benoemd. Als aanvoerder van de "oud-conservatieve groep" woog vanaf 1862 hij ook op de onderhandelingen omtrent de Oostenrijks-Hongaarse Ausgleich.

## Biografie
György Apponyi stamde uit de oude aristocratische familie Apponyi. Hij diende als secretaris op de Hongaarse hofkanselarij, waar hij nadien ook hofkanselier werd. Vanaf 1843 werd hij politiek actief en al in 1844 werd hij leider van de conservatief-aristocratische Conservatieve Partij. In deze hoedanigheid was hij een hevig tegenstander van alle Hongaars-nationalistische aspiraties. Een vergelijk met oppositieleider Lajos Kossuth mislukte door het uitbreken van de Hongaarse Revolutie van 1848.
In de periode na de Hongaarse Revolutie had Apponyi geen politieke mandaten meer. Pas in 1859 werd hij - levenslang - lid van het Huis van Afgevaardigden in Wenen. Nadien zette hij zich in voor de onafhankelijkheid van Hongarije. In 1860 werd hij opperste landrechter van Hongarije in Pest, waar hij de conferenties ter reorganisatie van het Hongaarse rechtssysteem voorzat.
Als gevolmachtigd commissaris opende hij in 1861 de Hongaarse Landdag in Boeda en zat hij het Magnatenhuis voor. Nadat de Landdag in 1861 ontbonden werd bleef hij in functie als opperste landrechter. Zijn hoop om een vergelijk tussen Wenen en Hongarije tot stand te kunnen brengen, ging niet in vervulling en daarom legde hij in april 1863 zijn ambt neer. Afgezien van zijn deelname aan de Landdag van 1865 en enkele bijeenkomsten van het Magnatenhuis, leidde hij een teruggetrokken leven in Pozsony.
Hij was getrouwd met Anna Zichy de Zich et Vásonkeő en was de vader van Albert Apponyi, die voorzitter van het Hongaarse Huis van Afgevaardigden werd, minister van Religie en Onderwijs en namens Hongarije deelnam aan de Vredesconferentie van Parijs.